# カハ・ルラル＝セグロス RGA
カハ・ルラル＝セグロス RGA、カハルラル・セグロス エルヘアー（Caja Rural–Seguros RGA）は、スペインを本拠とする自転車競技、ロードレースのチームである。拠点はナバラ州の州都パンプローナ。メインスポンサーは貯蓄銀行のカハ・ルラル(Caja Rural)。1980年代から活動を始め、2010年プロフェッショナルコンチネンタルチームとして登録される。主にスペイン人によるスペインのレースでの勝利を目的としており、シーズンの山場はブエルタ・ア・エスパーニャである。

## 沿革
1988年、カハ・ルラルがスポンサーとなり、カハ・ルラル＝オルベア（コンチネンタルチーム）を設立するが、1989年にはスポンサーを中止する。
1992年、Club Ciclista Burundaの運営を受けてアマチュアチームとしてチームが再開する。同じくスペインが拠点で格上チームのエウスカルテル・エウスカディへの選手の供給が主なチームの思想であり、供給された選手は多くの勝利を挙げた。
2005年、Kaikuのスポンサーを受けてプロフェッショナルコンチネンタルチームとして登録したが、翌年には解散した。
2010年、カハ・ルラルがスポンサーを再開し、UCIコンチネンタルチームとしての活動を再開した。
2011年、チームはプロフェッショナルコンチネンタルチームへ格上げし、スペイン唯一のプロコンチームとしてトップレベルのレースへの出場権を得た。
2013年、保険会社のセグロスRGAがスポンサーに加わり、チーム名をカハ・ルラル＝セグロス RGAへと変更した。

## 主な成績

### 2012年
- ブエルタ・ア・エスパーニャ
  - 区間優勝　アントニオ・ピエドラ　（第15ステージ）
  - 敢闘賞　ハビエル・アラメンディア　（第2,7,8,10ステージ）

### 2013年
- バスク一周　山岳賞、スプリント賞　アメツ・チュルカ
- ブエルタ・ア・ブルゴス
  - チーム総合時間賞
  - 山岳賞　アメツ・チュルカ

### 2014年
- ブエルタ・ア・エスパーニャ　山岳賞　ルイス・レオン・サンチェス

### 2015年
- ツアー・オブ・ノルウェー　区間優勝　アメツ・チュルカ　（第4ステージ）
- ブエルタ・ア・ブルゴス　区間優勝　カルロス・バルベロ　（第1ステージ）

### 2016年
- ツアー・オブ・ターキー
  - 総合優勝　ホセ・ゴンサルベ
  - 区間優勝　ペッロ・ビルバオ　（第2ステージ）
  - 区間優勝　ハイメ・ロソン　（第6ステージ）